# Cecco di Pietro

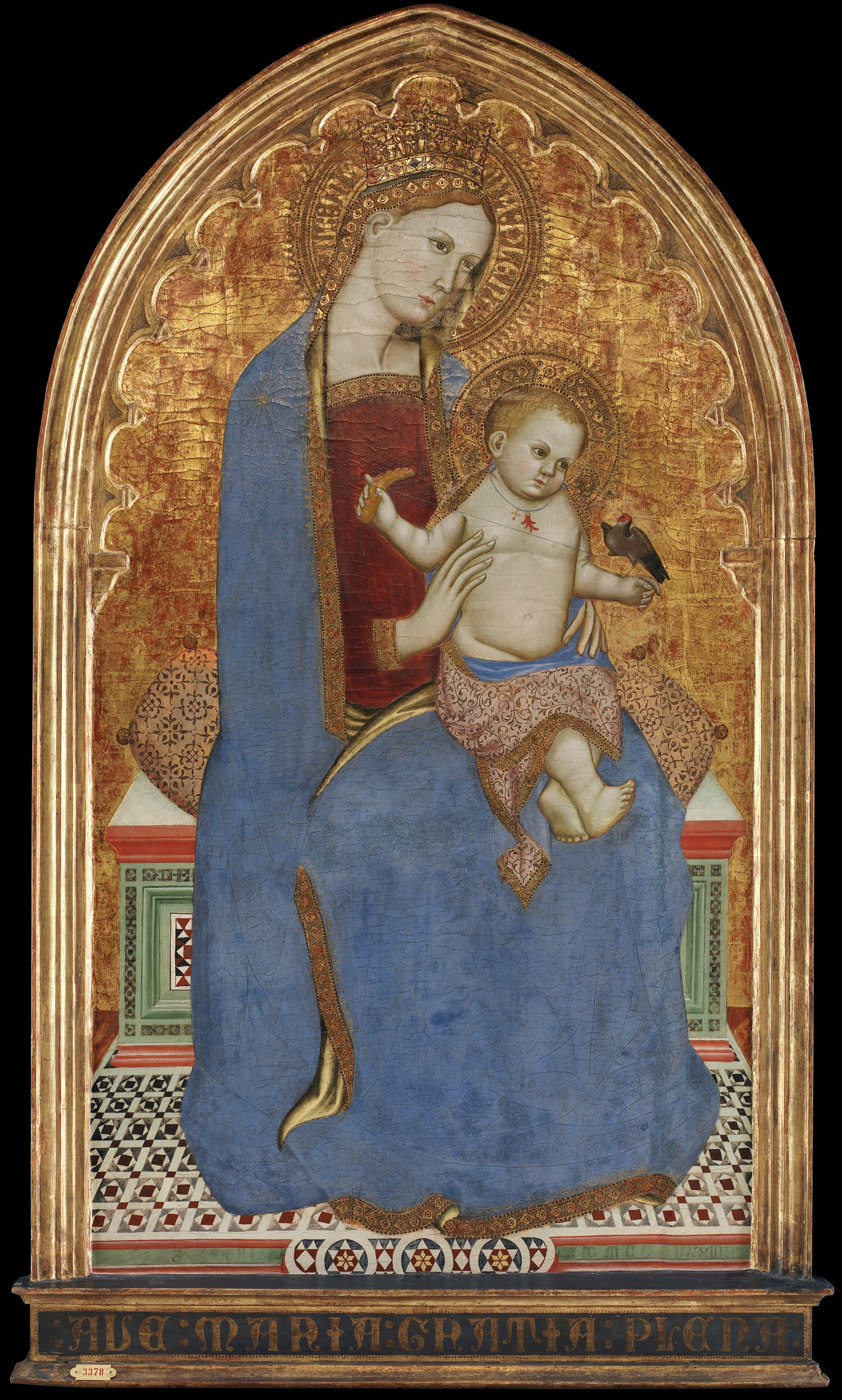
Madonna col Bambino, Statens Museum for Kunst, Copenaghen dal polittico di San Ranieri per San Francesco a Pisa

Cecco di Pietro (Pisa, 1330 circa – Pisa, prima del 1402) è stato un pittore italiano ed uno dei più importanti della scuola pisana della seconda metà del Trecento.

## Biografia

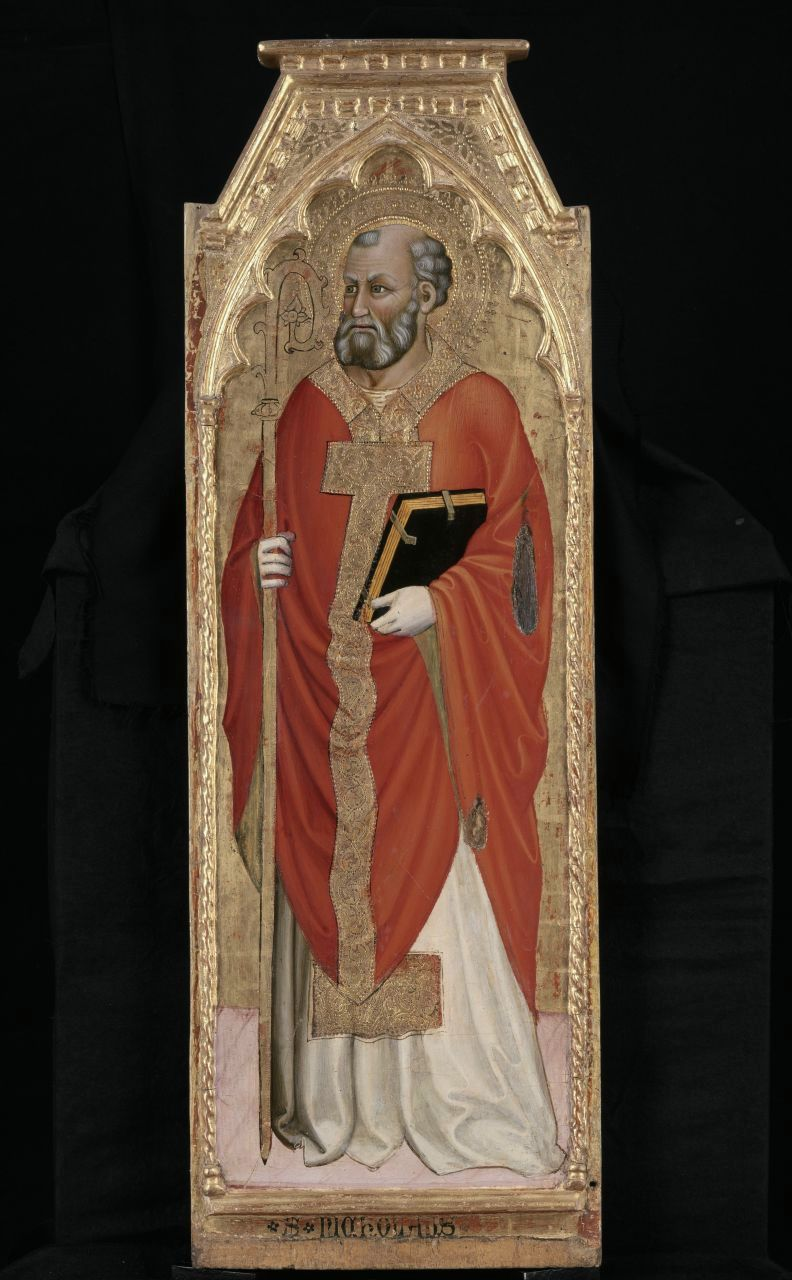
San Nicola, Musée du Petit Palais, Avignone

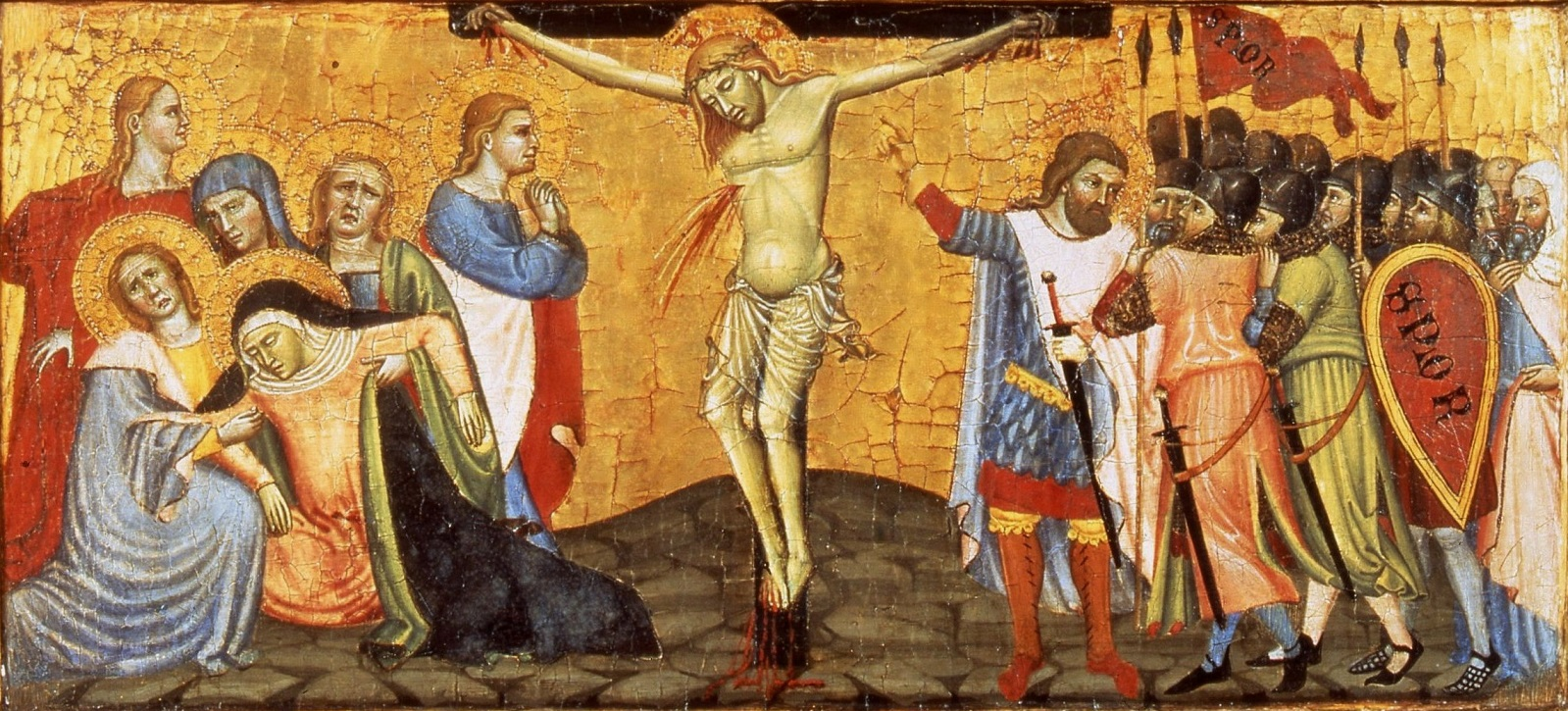
Crucifixion, Museo Nazionale di San Matteo, Pisa

Di origine pisana, si ritiene che sia il Cecco Pieri abitante a Lucca presso il pittore Paolo di Lazzarino che viene citato in un documento del 13 luglio 1351. Da questo è stato dedotto che sia nato verso il 1330 e che sia stato allievo o compagno di lavoro del pittore lucchese.
Cecco era già in attività nel 1364, anno in cui doveva essersi emancipato dalla famiglia d'origine potendo figurare come testimone in due atti notarili rogati a Pisa. Poco prima dovette collaborare, in posizione subordinata, con il grande pittore lombardo Giovanni da Milano, di passaggio in città per la realizzazione di un polittico destinato a una chiesa pisana e oggi diviso fra il Louvre, il museo di Williamstown e il Museo Nazionale di San Matteo a Pisa. Una cuspide raffigurante l'Arcangelo Gabriele, un tempo nel registro superiore di quel polittico, si distingue infatti dal linguaggio raffinatissimo del maestro lombardo e dimostra la ruvidità che sarà poi tipica di Cecco, rivelandosi ben confrontabile, secondo recenti proposte, con opere certe del pittore pisano anche nelle sigle adottate per modulare i lineamenti del volto. Probabilmente, Giovanni da Milano, dopo aver approntato il disegno, ne delegò l'esecuzione al giovane collega, che proseguì poi la propria carriera in modo autonomo.
È noto infatti che nel 1371 Cecco collaborava con un altro artista attivo in città, il volterrano Francesco Neri, per il re-stauro e il completamento degli affreschi realizzati trent'anni prima nel Camposanto da Taddeo Gaddi. Questa circostanza ha fatto a lungo pensare che Cecco fosse stato un allievo diretto di Francesco Neri: anche se tale idea appare inesatta, è evidente come l'esempio del volterrano esercitò su di lui una decisa suggestione. Alcune tavole dipinte da Cecco di Pietro sembrano infatti trarre ispirazione da altre di Francesco Neri, citandone inusuali soluzioni nografiche, e più in generale Cecco dimostra di aver guardato con interesse al linguaggio plastico ed es senziale del collega di origini volterrane. La sua produzione artistica raggiunse probabilmente il suo apice negli anni 1370 e 1390.
Il suo nome compare spesso nei documenti degli ultimi trent'anni del XIV secolo, tanto che in quel periodo sembra aver quasi monopolizzato la produzione di polittici destinati alle chiese e ai monasteri della diocesi.
Nel 1374 firmava e datava una tavola raffigurante San Simone in trono in atto di benedire i confratelli inginocchiati per la Confraternita di San Simoncino a Porta a Mare oggi dispersa.
La firma e la data 1377 reca una tavola con la Pietà tra Santa Caterina e Santa Lucia del Museo Nazionale di Pisa alla quale nel 1910 furono ricongiunti i laterali raffiguranti San Gregorio, Santa Maria Maddalena, Santa Margherita e Sant'Agostino, provenienti dalla chiesa si San Giovannino dei Cavalieri.
La stupenda Madonna col Bambino, firmata e datata 1378, oggi conservata al Statens Museum for Kunst di Copenaghen in Danimarca era lo scomparto centrale del polittico di San Ranieri realizzato per la chiesa di San Francesco a Pisa.
Il 12 aprile 1385 Cecco veniva pagato per la pittura di una bandiera per il Duomo di Pisa di cui si sono perse le tracce. È ricordata fino al 1711 una tavola, oggi dispersa, raffigurante la Natività con la Vergine per la chiesa di San Pietro in Vincoli, datata 1386. La stessa data si legge sotto un polittico con la crocifissione, proveniente dal convento di Santa Marta, oggi al Museo Nazionale di San Matteo. Dello stesso anno è la Madonna col Bambino oggi al Portland Art Museum, che unitamente ai quattro santi del Musée du Petit Palais di Avignone, formavano il politico realizzato per San Giovanni della Calza a Firenze.
Nel 1395 dipinse una cappella a San Martino in Pisa, che costituisce l'ultima documentazione certa della sua attività. Nel 1395 - come documentato nelle note biografiche relative al suo mecenate - gli fu commissionato di dipingere quello che sarebbe diventato il suo capolavoro, il Polittico di Agnano (attualmente della Fondazione CariPisa, Pisa). Il suo stile oscilla tra quello del suo insegnante, Francesco Neri, le tendenze locali di Traini e il gusto senese influenzato da Simone Martini e Lippo Memmi.
Nel 1402 viene menzionato come già morto quando il figlio, Marco, entra nell'ordine agostiniano.

## Stile

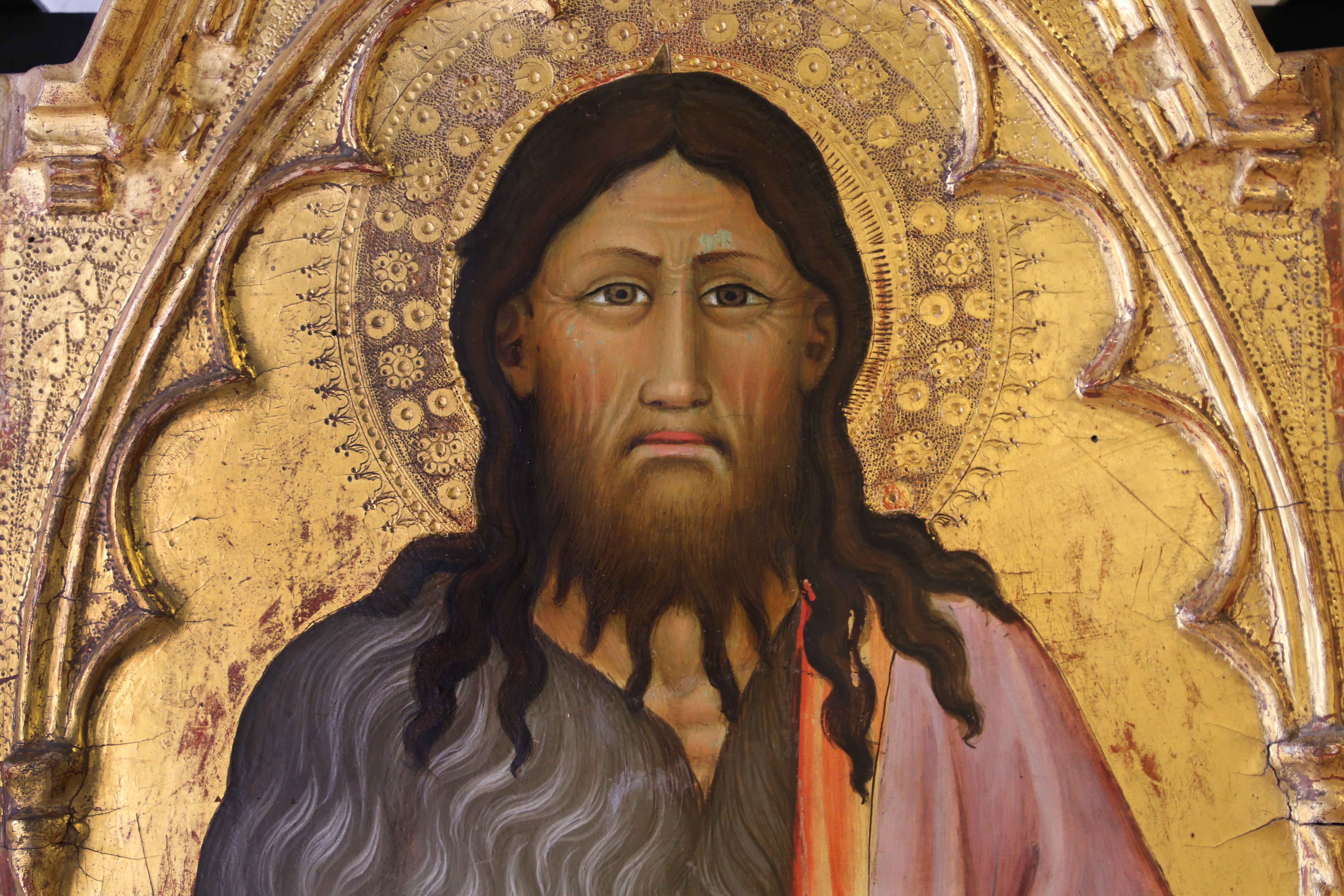
San Giovanni Battista, particolare, Musée du Petit Palais, Avignone

Le opere appartenenti al suo percorso artistico sembrano ben inquadrabili in quel "revival" giottesco che imperversava in Toscana negli ultimi vent'anni del Trecento, e il linguaggio del pittore pisano, attivo almeno fino alla metà dell'ultimo decennio del secolo, non sembra aver attraversato vistose evoluzioni, mostrando soltanto, nelle opere più tarde, una certa apertura ai modi più fantasiosi della pittura tardogotica, Il suo stile si è infatti evoluto nel corso della sua carriera, iniziando prima come esempio della scuola di pittura pisana e infine sviluppandosi in un ibrido di stili senese e pisano. La più grande influenza di Cecco da parte della scuola pisana fu nel suo uso dei punzoni, con i quali incideva nella tavola superbe forme e motivi, secondo l'uso toscano del Trecento.
Non è noto cosa abbia determinato esattamente questo cambiamento nello stile di Cecco, ma c'è qualche lavoro che suggerisce che possa essere stato influenzato dal pittore senese Luca di Tommè.

## Il polittico di Agnano

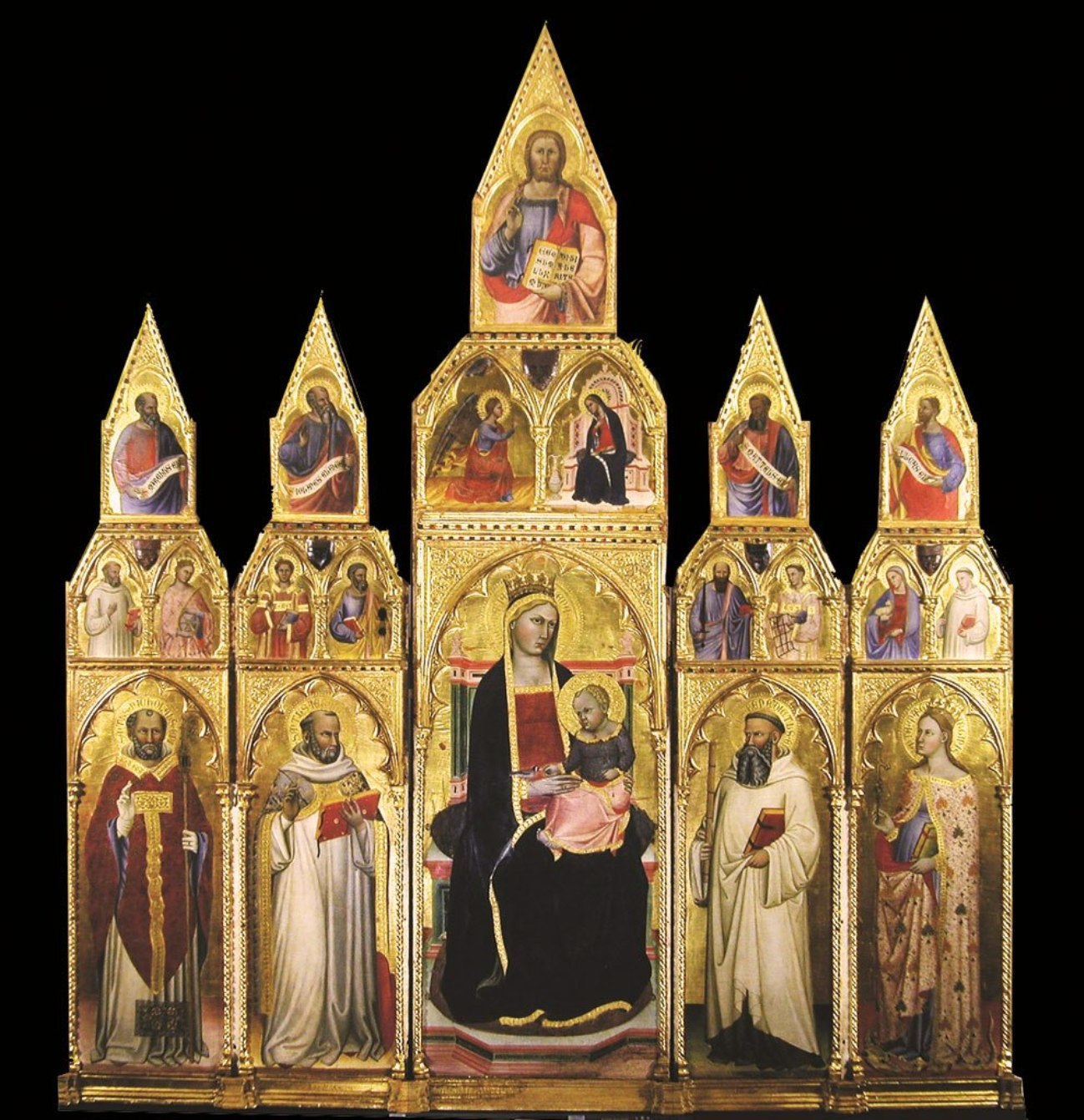
Polittico di Agnano, Palazzo Blu, Pisa

Nel polittico dipinto per l'abbazia olivetana di San Girolamo ad Agnano, oggi di proprietà della Fondazione Pisa, colpisce la raffinatezza delle punzonature, la ricchezza e varietà della gamma cromatica e la cura dei dettagli, come sì conviene a una commissione di grande prestigio. Anche se oggi si fatica a capirlo, poiché della originaria badia resta soltanto la chiesetta, adibita a parrocchiale del paese di Agnano, quella sede, fondata nel 1360 dall'arcivescovo di Pisa Giovanni Scarlatti, nel Medioevo era una fra le più ricche e importanti. La committenza del polittico è dichiarata negli scudi inseriti nel suo registro superiore, in cui si può leggere il monogramma «scar», riconducibile al vescovo Scarlatti, e in cui si riconosce lo stemma della famiglia pisana Del Testa. Nel 1374 Bartolomeo di Betto del Testa destinò infatti un'importante somma di danaro proprio per la dotazione dell'altar maggiore della badia di Agnano. Il polittico dovette esser dipinto poco più tardi, ed il caso ha voluto che sia oggi ospitato in un palazzo che fu di proprietà della stessa famiglia che l'aveva commissionato. Sopravvivono anche altre notizie, non meno interessanti, sulla committenza artistica esercitata dalla famiglia pisana Del Testa nel corso del Trecento. I suoi stemmi, uniti a quelli dei Da Caprona, si riconoscono infatti su un dipinto conservato presso il museo di San Matteo che reca la data 1391 e la firma di Getto di Jacopo, autore anche di un affresco con Nolí me tangere, oggi pure parte della collezione ospitata a Palazzo Blu, dov'è esposto nella cosiddetta cappella. La tavola, che nel registro principale raffigura una serie di sei santi aperta da Ludovico da Tolosa, fu certamente dipinta per Costanza Da Caprona, divenuta moglie di Ludovico Del Testa nel 1380. È inoltre un documento dell'archivio notarile ci Lucca a ricordare come nel 1405, un altro Del Testa, Jacopo, avesse acquistato a Pisa, per conto del signore di Lucca Paolo Guinigi, tre libri con le Esposizioni su Dante scritte dal celebre letterato Francesco da Buti.
Per il polittico di Agnano, una datazione verso la metà degli anni settanta del Trecento, suggerita dal lascito Del Testa, viene confermata anche dall'osservazione della foggia delle vesti indossate dalle sante, caratterizzate da una scollatura rettangolare e pronunciata, che sembra essere rimasta in voga non oltre l'ottavo decennio. Anche lo stile del dipinto, infine, non ostacola una cronologia relativamente precoce: vi si ravvisa ancora un chiaro omaggio a Francesco Neri, la cui Madonna col Bambino alla Galleria Estense di Modena è palesemente evocata nel pannello centrale del polittico di Agnano e colpisce inoltre la rigidità dei personaggi, molto lontani dal dinamismo della corrente tardogotica ravvisabile in opere più moderne come la Madonna delle ciliegie del museo di Tours.
L'iconografia del polittico di Agnano riflette con precisione le peculiarità della sua destinazione: nel registro principale, infatti, nella posizione d'onore, alla destra della Vergine, è raffigurato san Girolamo, al quale era intitolata la chiesa della badia, vestito però con un abito bianco, come quello dei monaci olivetani che l'occupavano. il legame con l'ordine dei monaci che vivevano alla badia è ribadito anche dalle vesti candide indossate dai santi Benedetto e Nicola e, nel registro superiore, dalla presenza dei benedettini Mauro e Placido. Occorre inoltre tener presente che il polittico, pur conservatosi in modo davvero impressionante, ci appare privo di quelle che un tempo dovevano invece essere alcune sue importanti componenti, cioè i pilastrini e la predella. Certamente il dipinto perse la sua predella in seguito alle vicissitudini della chiesa che l'ospitava: la predella era infatti una struttura indipendente dalle tavole con la raffigurazione principale ed era posta sotto di esse, perciò finiva spesso con l'esser divisa dai polittici di appartenenza.

## Opere
Polittici

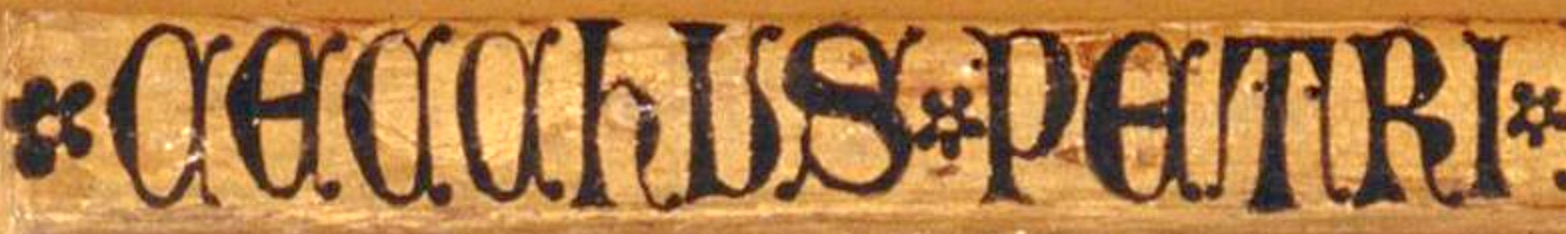
Firma di Cecco di Pietro particolare dalla Madonna con il Bambino, Portland Art Museum, Portland, Stati Uniti

- Polittico di Agnano a Pisa: Madonna con Bambino in trono, San Nicola di Bari, San Girolamo, San Benedetto, Santa Margherita d'Antiochia, Santi ed evangelisti, Annunciazione, Cristo Redentore benedicente, Palazzo Blu, Pisa;
- Polittico di San Ranieri per San Francesco a Pisa: Madonna col Bambino, (firmata e datata), 1378, Statens Museum for Kunst, Copenaghen, Danimarca; San Ranieri, Sant'Ambrogio, San Simone, San Pietro, collezione privata
- Polittico di San Giovanni della Calza a Firenze: San Bartolomeo, San Pietro, San Nicola di Bari, San Giovanni Battista, Musée du Petit Palais, Avignone, Francia; Madonna con il Bambino, (firmata e datata), 1386, Portland Art Museum, Portland, Stati Uniti;
- Polittico con Crocifissione, Museo Nazionale di San Matteo, Pisa.

Dipinti
- San Simone in trono, Museo Nazionale di San Matteo, Pisa;
- Pietà e santi, Museo Nazionale di San Matteo, Pisa;
- Crocifissione, Museo Nazionale di San Matteo, Pisa;
- Madonna col Bambino, Museo Nazionale di San Matteo, Pisa;
- San Giovanni Battista, Palazzo Blu, Pisa;
- Evangelisti ed Apostoli, affresco, Chiesa di San Martino, Pisa;
- Funerali di San Bernardo, Musée des Beaux-Arts, Dijon, Francia

Affreschi
- Storie di Giobbe, Caposanto Monumentale, Pisa;
- Inferno, Caposanto Monumentale, Pisa;
- San Martino in Kinzica, Pisa.

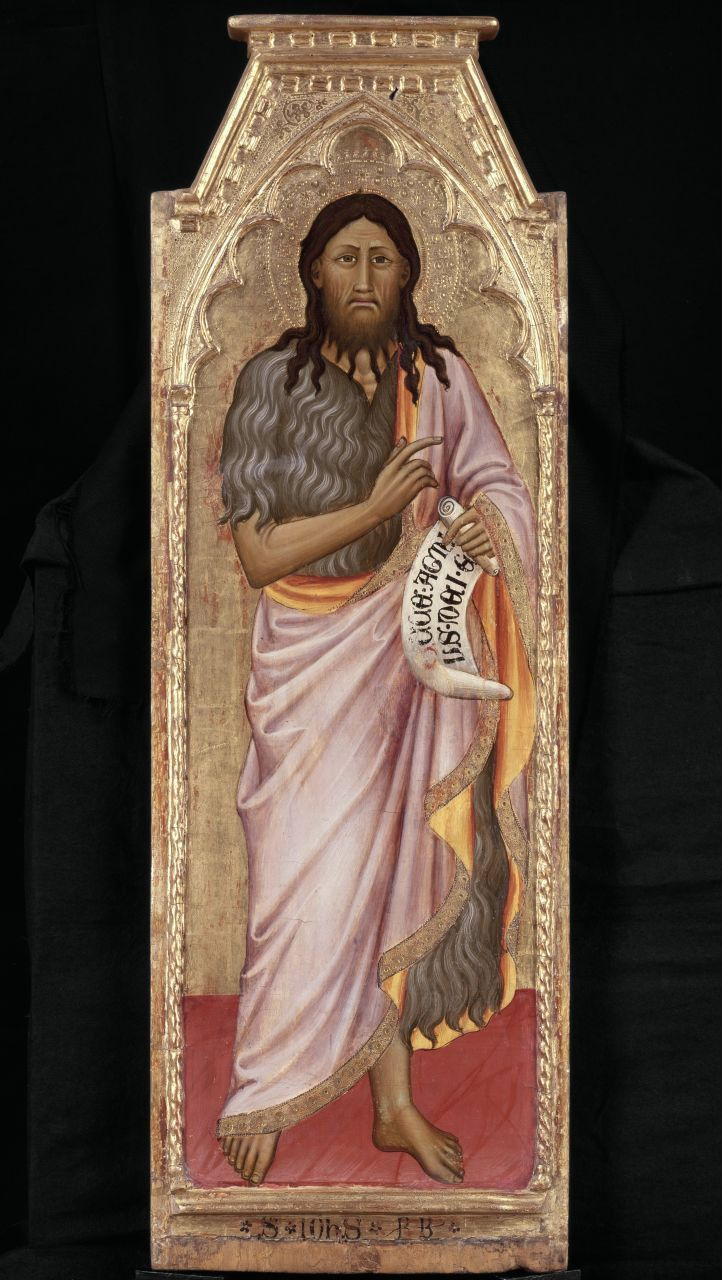
San Giovanni Battista, Musée du Petit Palais, Avignone
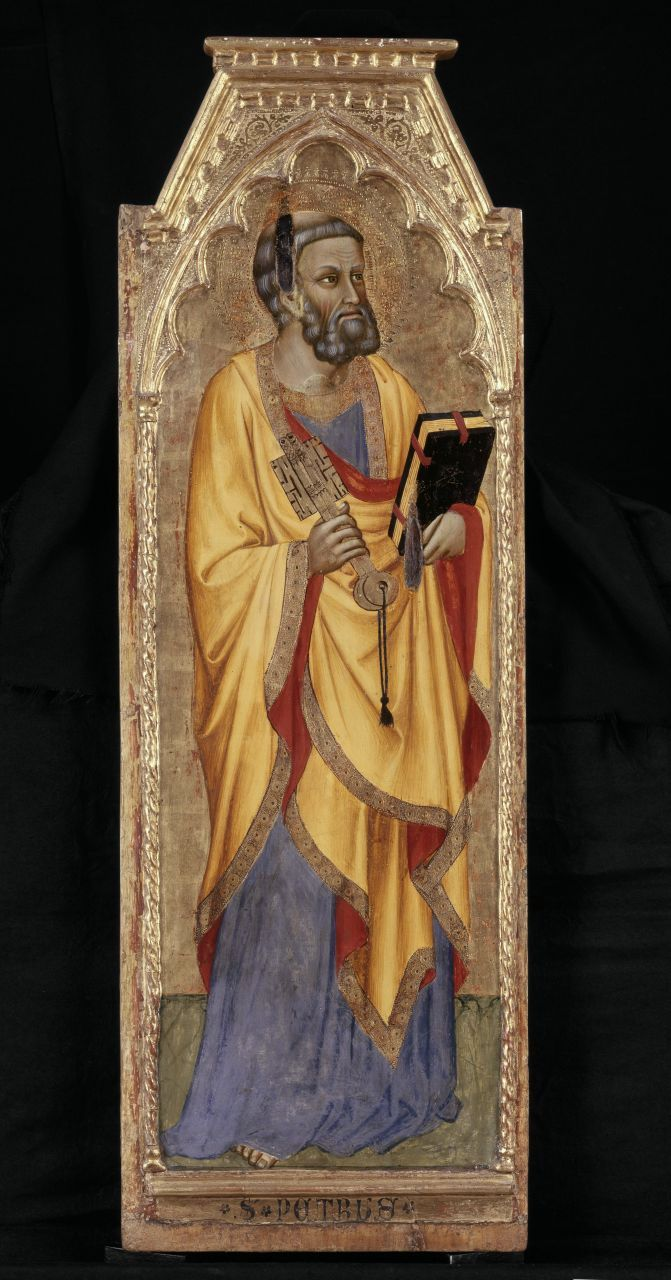
San Pietro, Musée du Petit Palais, Avignone
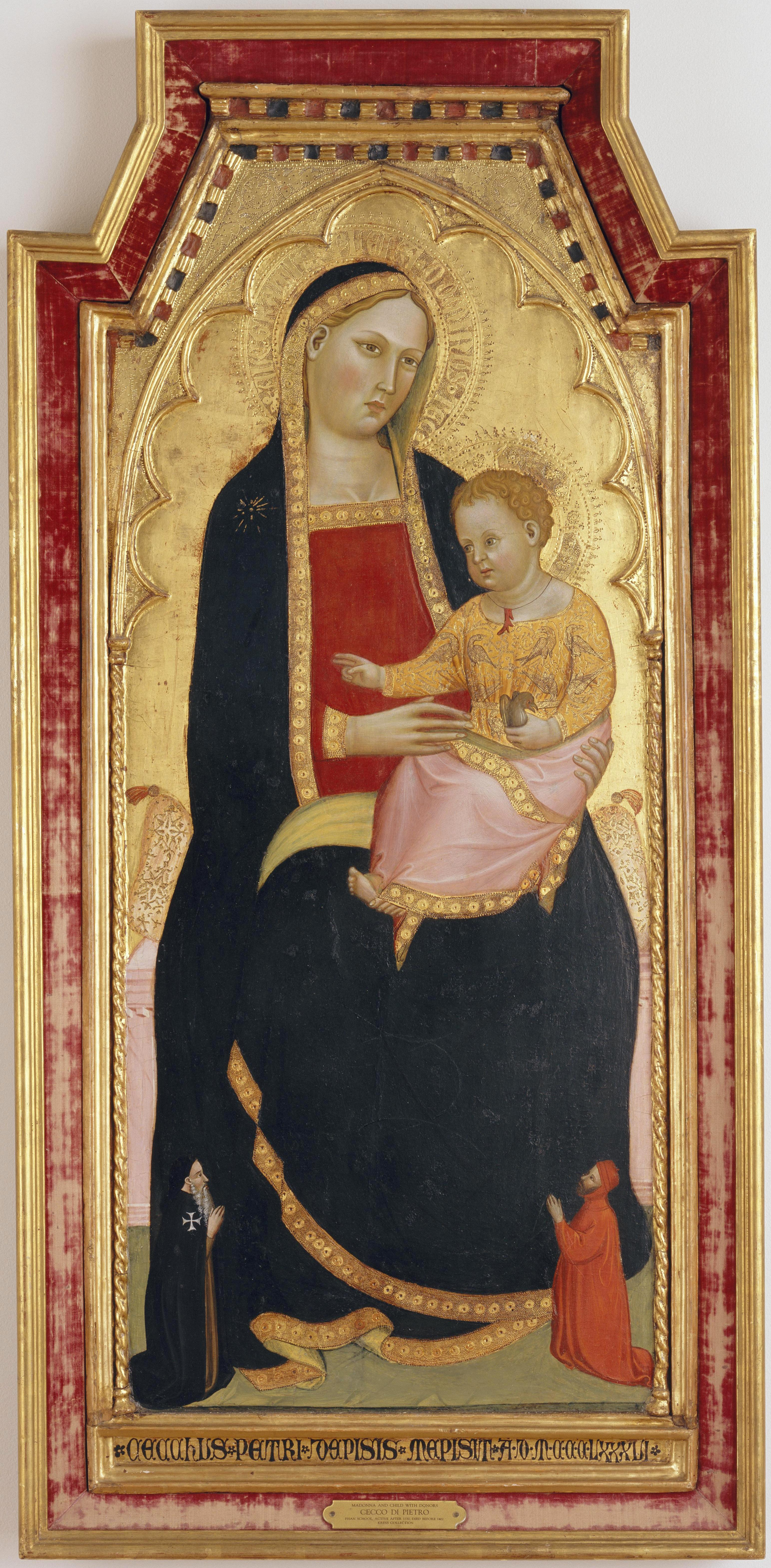
Madonna col Bambino, Portland Art Museum, Portland
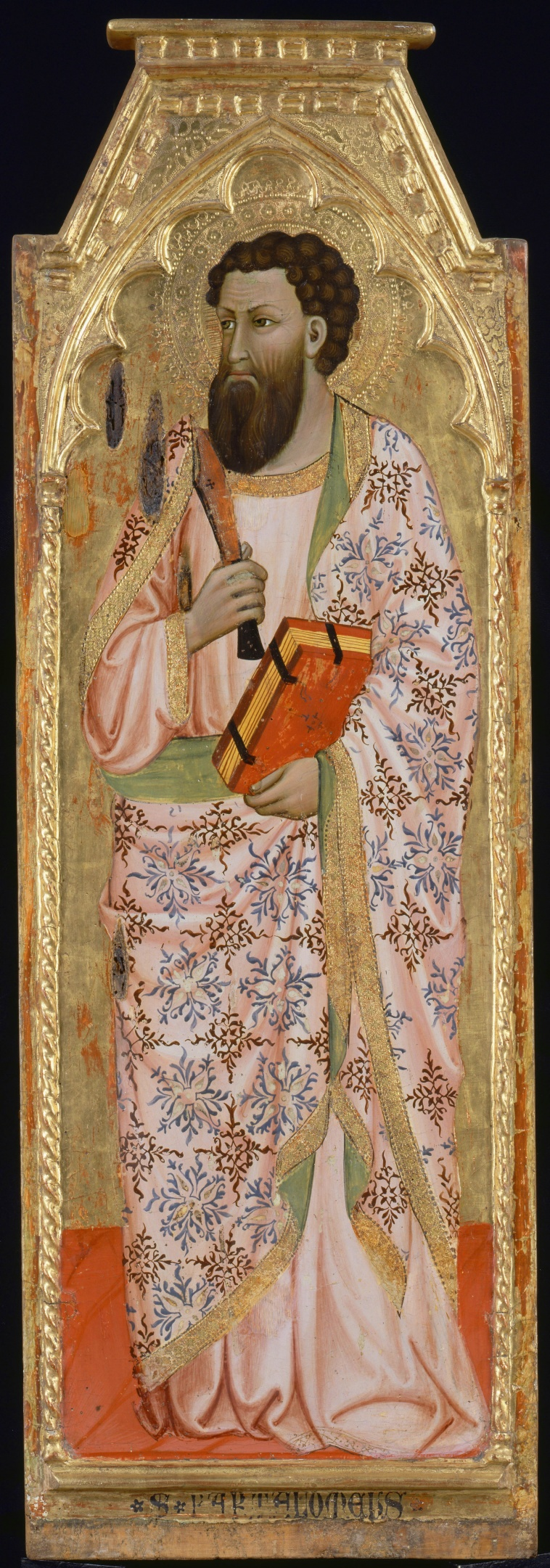
San Bartolomeo, Musée du Petit Palais, Avignone
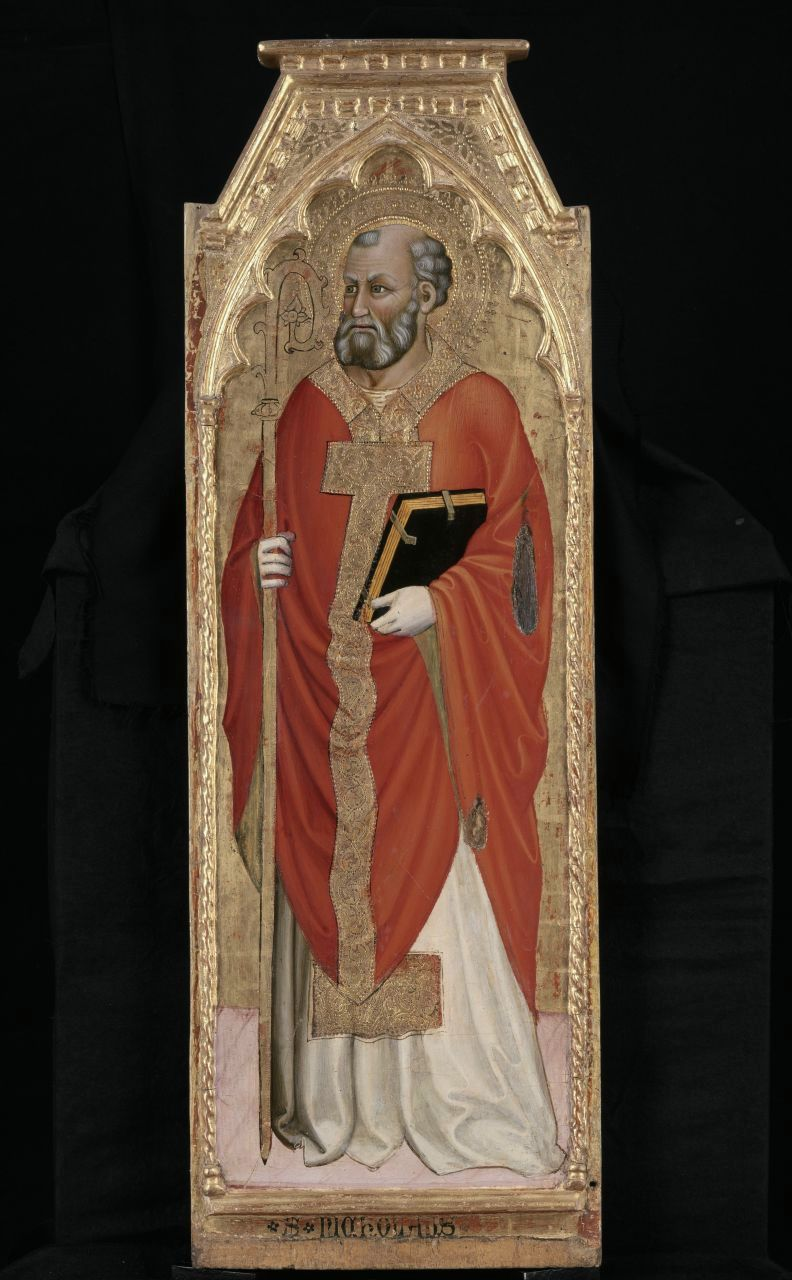
San Nicola, Musée du Petit Palais, Avignone
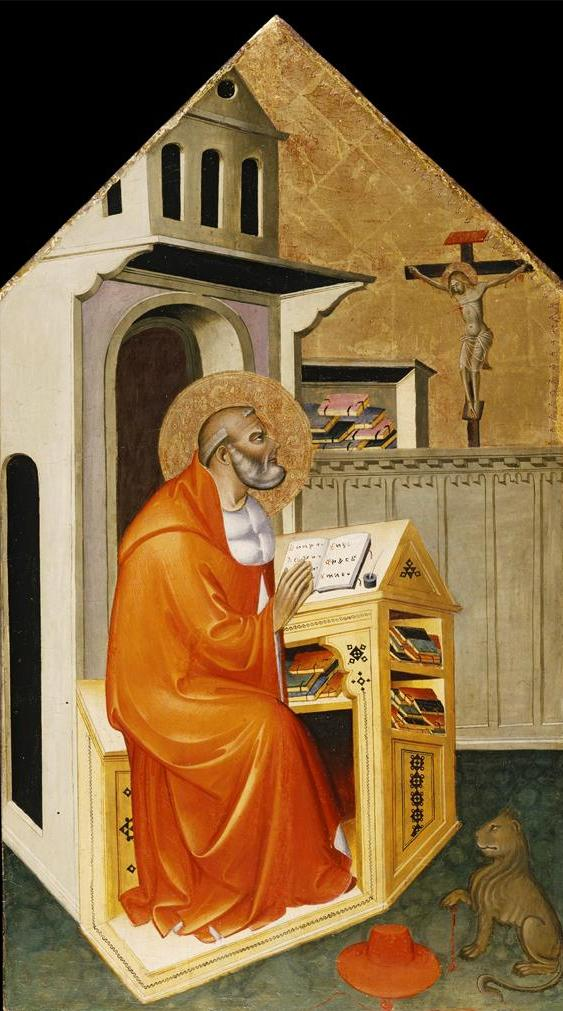
Saint Jerome in the study, Museo d'arte della Carolina del Nord, Raleigh
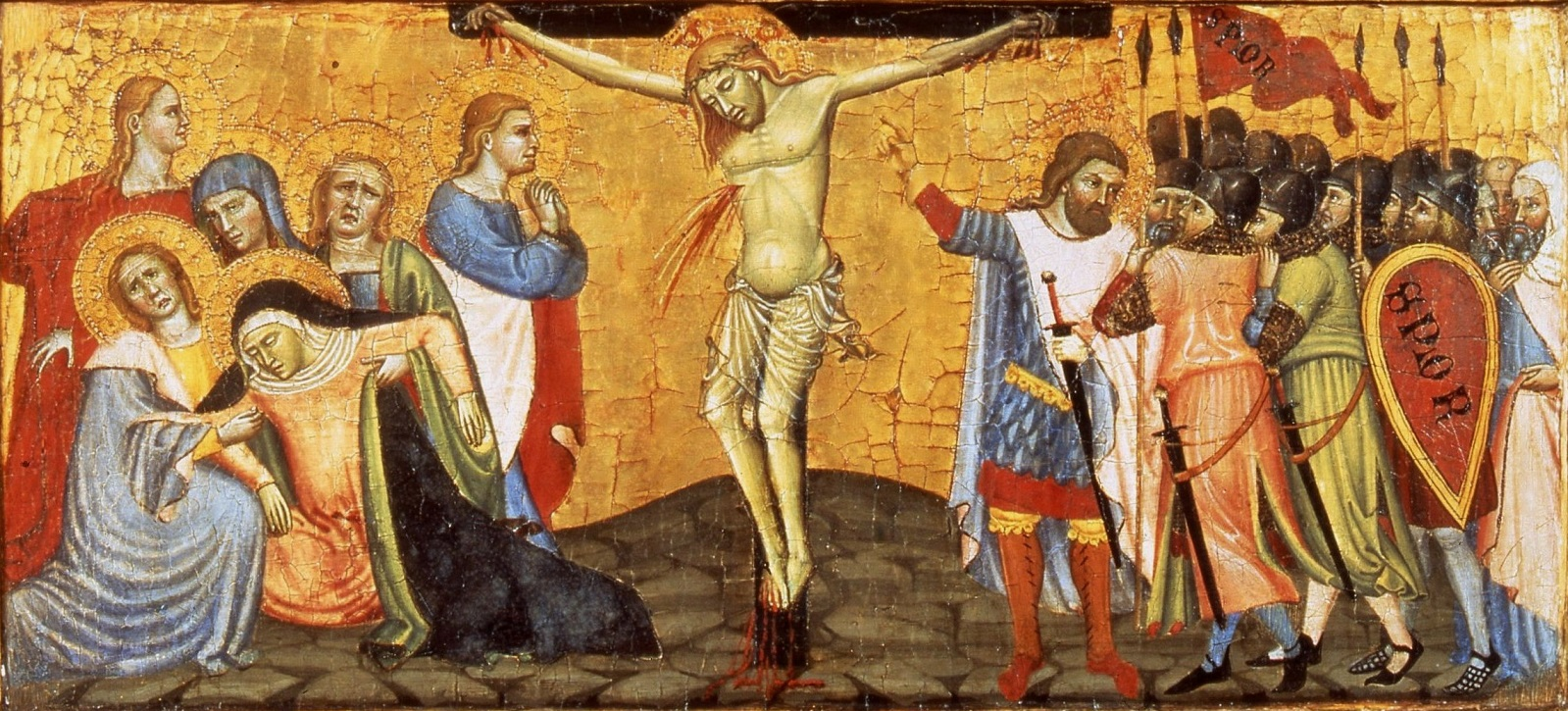
Crucifixion, Museo Nazionale di San Matteo, Pisa
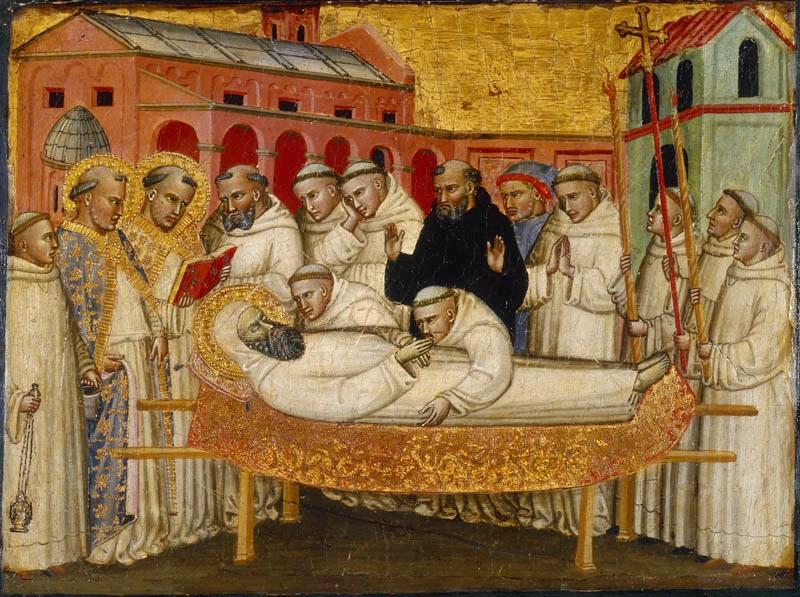
Funeral di San Bernardo, Musée des Beaux-Arts, Dijon
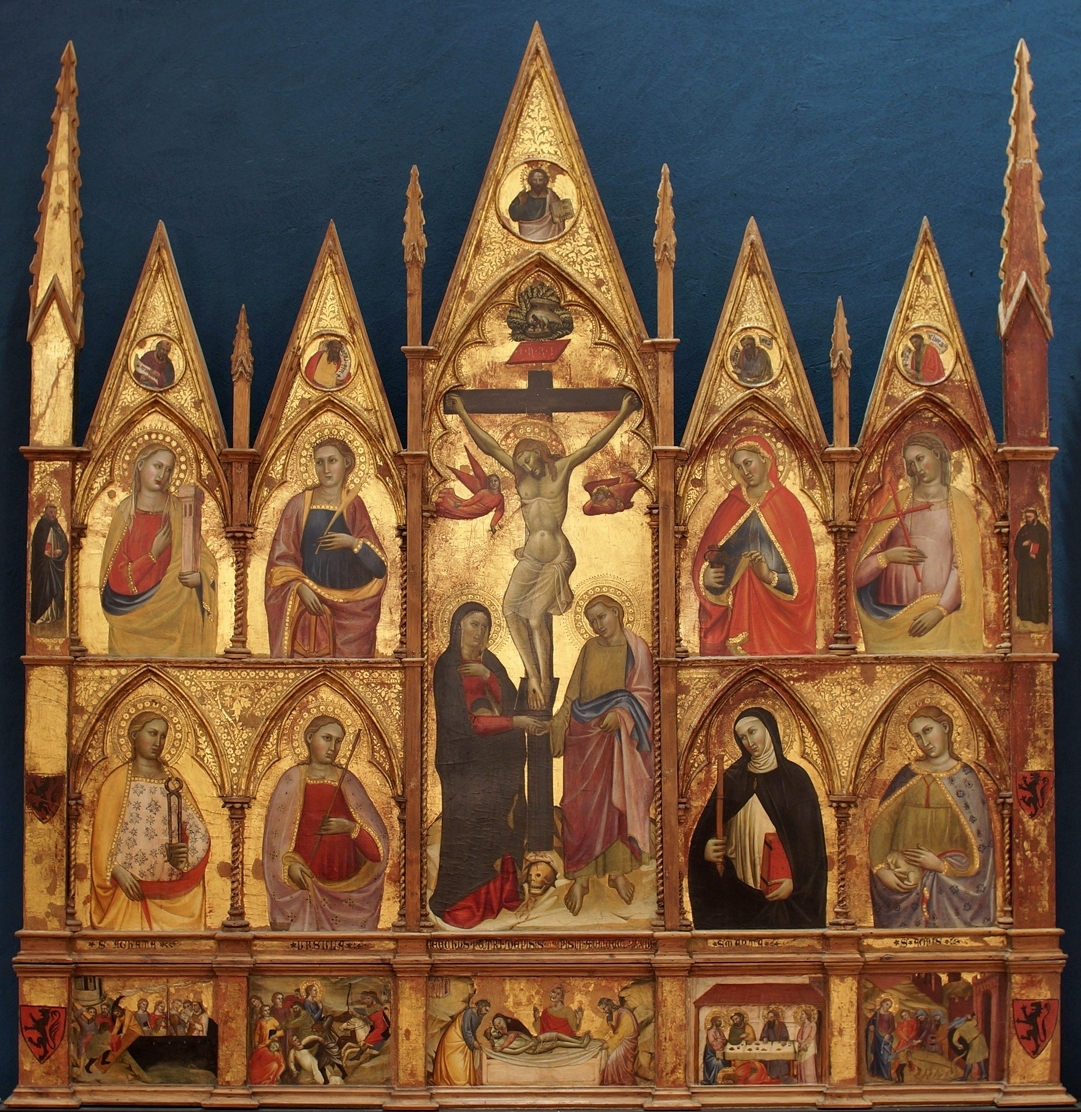
Crucifixion, Museo Nazionale di San Matteo, Pisa
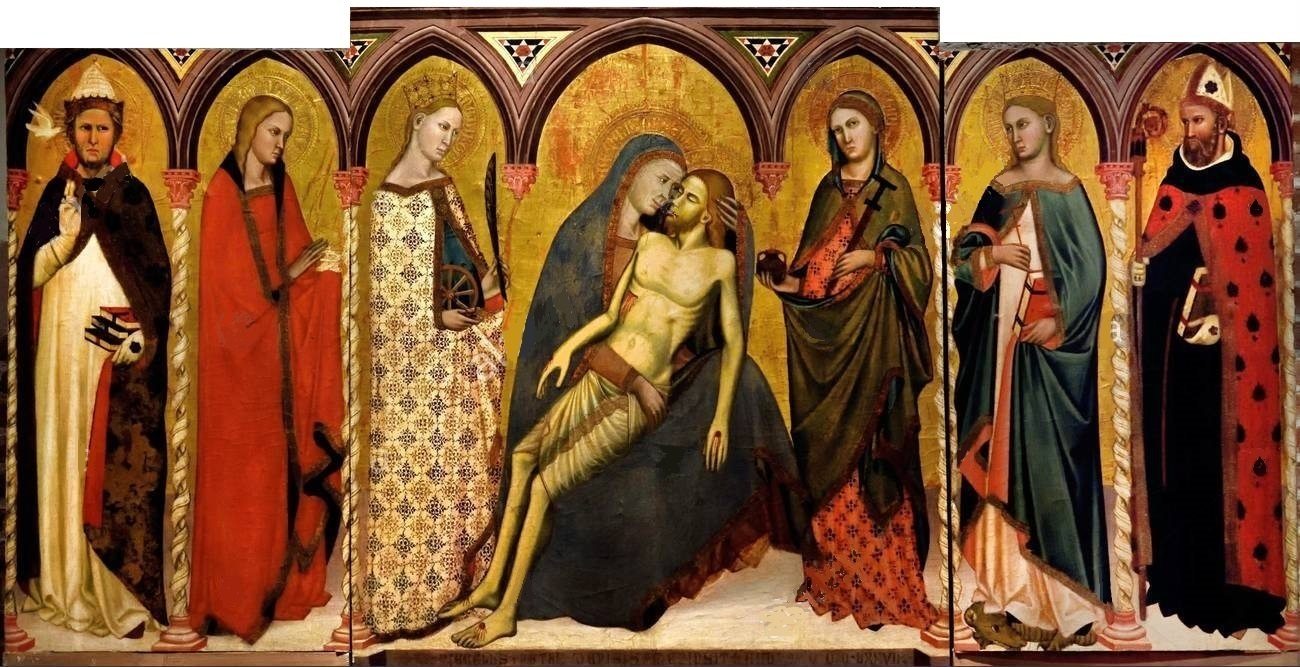
Dossale con Cristo in pietà, Museo Nazionale di San Matteo, Pisa